# The Looming Tower
The Looming Tower es una serie de televisión dramática estadounidense basada en el libro The Looming Tower, de Lawrence Wright, y que consta de diez episodios. Se estrenó en Estados Unidos a través de Hulu el 28 de febrero de 2018 y en Amazon Prime Video para el resto del mundo a partir del 1 de marzo del mismo año.

## Sinopsis
La serie explora la situación creada a finales de la década de 1990, ante la creciente amenaza por parte de Osama Bin Laden y Al-Qaeda. Explica cómo la rivalidad entre el FBI y la CIA durante ese tiempo pudo haber facilitado la tragedia del World Trade Center, ocurrida el 11 de septiembre de 2001 en Nueva York. La serie sigue las actividades de los miembros de las divisiones antiterroristas de ambas organizaciones (Escuadrón I-49, Nueva York, por parte del FBI, y la Estación Alec, en Washington, por parte de la CIA). A lo largo de varios años, trabajaron en teoría buscando el mismo objetivo, la defensa antiterrorista, cuando en realidad la serie nos descubre el entramado de rivalidades y protagonismos, que impidió una coordinación eficaz.

## Elenco y personajes

### Principales
- Tahar Rahim como Ali Soufan[4]
- Jeff Daniels como John O’Neill[5]
- Peter Sarsgaard como Martin Schmidt[6]
- Wrenn Schmidt como Diane Priest[7]
- Michael Stuhlbarg como Richard Clarke[8]
- Bill Camp como Robert Chesney
- Sullivan Jones as Floyd Bennet[9]
- Virginia Kull como Kathy Shaughnessy
- Louis Cancelmi como Vince Stuart

### Invitados
- Alec Baldwin como George Tenet[10]
- Ella Rae Peck como Heather

## Producción

### Desarrollo
En septiembre de 2016, Hulu encargó The Looming Tower para desarrollarla como serie por parte de Legendary Television, producida por Alex Gibney, Dan Futterman y Lawrence Wright. El encargo se hizo para diez episodios y se estrenaría en 2017. Más tarde se anunció que Craig Zisk también era productor ejecutivo de la serie y que también dirigiría.

### Casting
En enero de 2017 se anunció que Tahar Rahim fue elegido como uno de los protagonistas de la serie como Ali Soufan. En febrero de 2017, Michael Stuhlbarg y Bill Camp fueron elegidos dentro del elenco principal como Richard Clarke y Robert Chesney respectivamente. En marzo de 2017, Jeff Daniels fue elegido para interpretar a John O’Neill. También se anunció ese mes las selecciones de Sullivan Jones, Virginia Kull, Louis Cancelmi, Peter Sarsgaard, y Wrenn Schmidt en papeles principales y Ella Rae Peck como invitada. En mayo de 2017, Alec Baldwin fue elegido como George Tenet en un papel de invitado.

### Rodaje
La serie comenzó a filmarse el 3 de mayo de 2017 en Nueva York.

### Marketing
El 19 de diciembre de 2017, Hulu lanzó el primer avance de la serie a través de una colección de imágenes y un video con entrevistas con el elenco y el equipo.